# Yuri Maier
Yuri Alexei Horacio Maier (ur. 5 kwietnia 1989) – argentyński zapaśnik walczący w obu stylach. Zajął siedemnaste miejsce na mistrzostwach świata w 2014. Brązowy medalista igrzysk panamerykańskich w 2011 i piąty w 2015. Dwukrotnie na drugim stopniu podium mistrzostw panamerykańskich, w 2012 i 2013, a na trzecim w 2015. Medalista igrzysk Ameryki Południowej w 2010 i 2014. Mistrz Ameryki Południowej w 2011, 2013, 2014 i dwukrotnie w 2015 roku.